# Uyts
Uyts (en arménien Ույծ) est une communauté rurale du marz de Syunik en Arménie. En 2011, elle compte 584 habitants.

## Géographie

### Situation
Uyts est située à 5 km de Sisian et à 101 km de Kapan, la capitale régionale.

### Topographie
L'altitude moyenne d'Uyts est de 1 600 m.

### Hydrographie
Uyts est traversée par le Vorotan.

### Territoire
La communauté couvre 3 262 hectares, dont :
- 2 573 ha de terrains agricoles ;
- 24 ha de terrains industriels ;
- 6 ha alloués aux infrastructures énergétiques, de transport, de communication, etc. ;
- 27 ha d'aires protégées ;
- 29 ha d'eau[3].

## Politique
Le maire (ou plus correctement le chef de la communauté) d'Uyts est depuis 2008 Artak Avetyan.
| Début | Fin      | Nom             | Parti                       |
| ----- | -------- | --------------- | --------------------------- |
| 2005  | 2008     | Kamo Karapetyan |                             |
| 2008  | 2012     | Artak Avetyan   |                             |
| 2012  | En cours | Artak Avetyan   | Parti républicain d'Arménie |

## Économie
L'économie de la communauté repose principalement sur l'agriculture.

## Démographie
| 2001 | 2008 | 2011 |
| ---- | ---- | ---- |
| 453  | 571  | 584  |